# De Maten (Apeldoorn)
De Maten (voorheen ook Maten) is een bloemkoolwijk met 26.000 inwoners in de Nederlandse stad Apeldoorn. Het hoogste aantal inwoners werd in 1991 gehaald: 32.257. De Maten vormt samen met nieuwbouwwijk Zonnehoeve en het evenemententerrein De Voorwaarts, waar onder andere het Omnisportcentrum staat, het stadsdeel Apeldoorn Zuidoost. De wijk is gebouwd tussen begin jaren zeventig en eind jaren tachtig van de 20e eeuw omdat Apeldoorn veel nieuwe inwoners trok, door onder meer het succes van de Apeldoornse vestiging van Philips.

## Ligging, openbaar vervoer en stratenplan

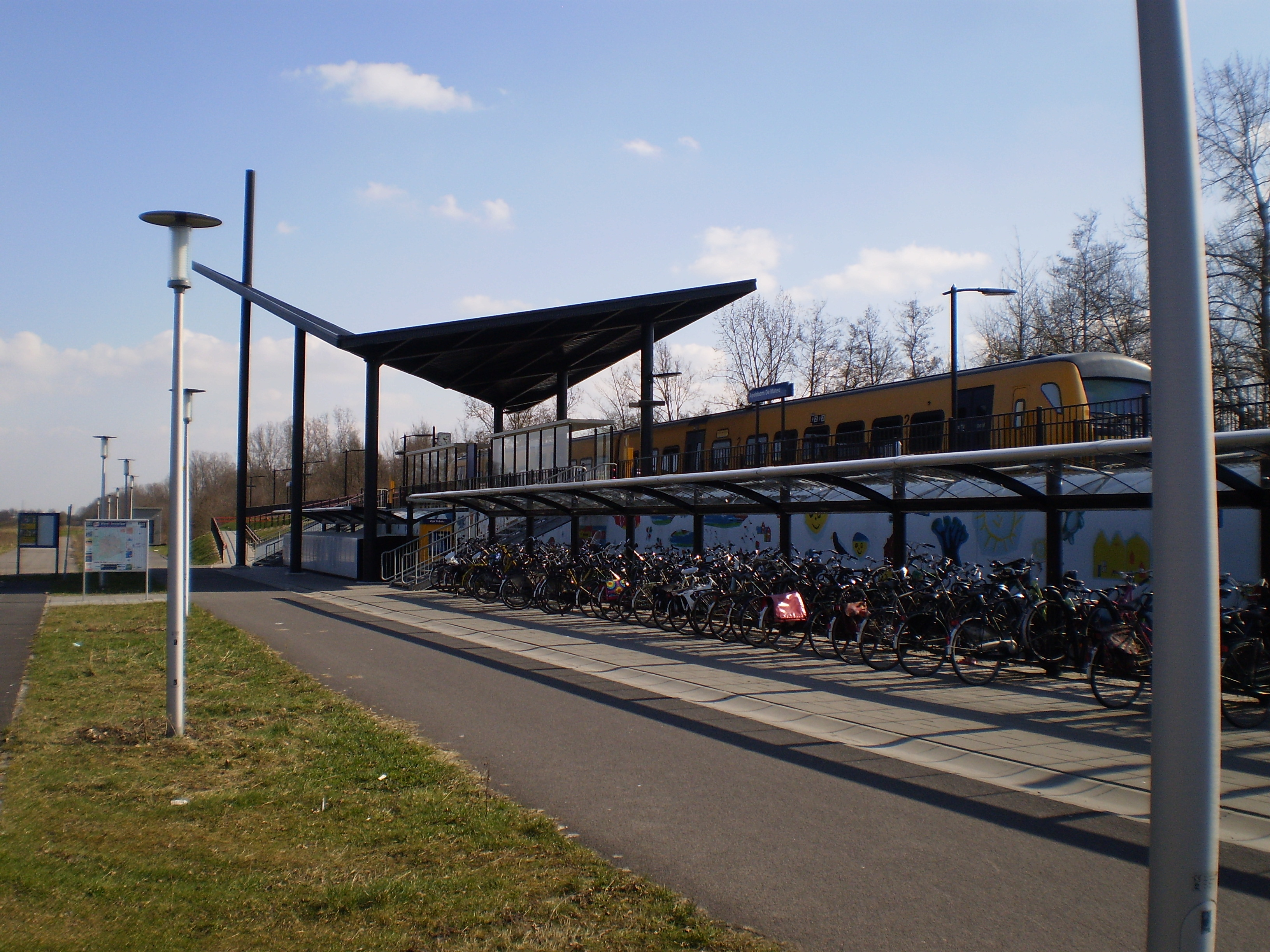
Station Apeldoorn De Maten

De wijk wordt in het westen begrensd door het Apeldoorns Kanaal, in het noordoosten door de spoorlijn Apeldoorn-Zutphen, in het oosten door de A50 en in het zuiden door de A1.
Er lopen twee stadsbuslijnen en een aantal streeklijnen door de wijk en elk uur stoppen er twee stoptreinen in beide richtingen op station Apeldoorn De Maten. Dit station is op 10 december 2006 geopend en maakt deel uit van het traject Apeldoorn-Zutphen.
De ongeveer 11.000 woningen staan in een spaghetti-structuur, gevormd door een grote hoeveelheid woonerven gelegen aan binnenwegen die op hun beurt uitmonden op de Matenring, die deels tot de Apeldoornse ringweg behoort. Bezoekers omschrijven de wijk regelmatig als 'een doolhof'.

## Buurten in De Maten

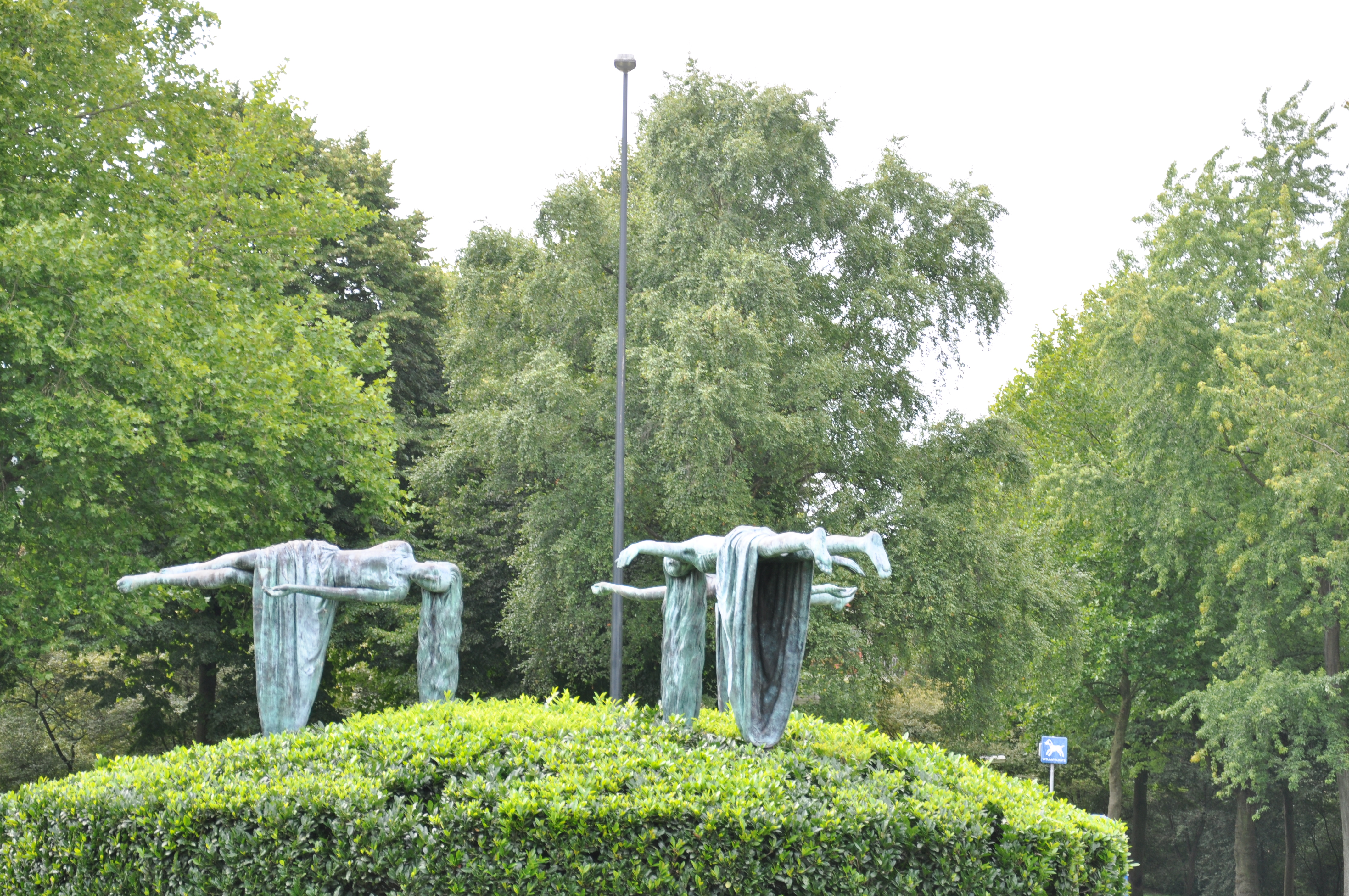
Rotonde met kunstwerk "de zwevende maagden" bij een invalsweg van de wijk (Matenpoort)

De Maten is opgedeeld in zeven buurten, gelegen rond een ringweg:
- Matendreef in het westelijke deel van de wijk, met winkelcentrum De Maat, de oudste buurt van De Maten.
- Matenhorst in het noordelijke deel van de wijk, met winkelcentrum Gildehof.
- Matengaarde met winkelcentrum De Eglantier en het Matenpark ligt binnen de ringweg in het centrale deel van de wijk.
- Matenhoek in het noordwestelijke deel van de wijk is een klein bedrijventerrein waar woningen worden afgewisseld met dienstverlenende bedrijven en garagebedrijven.
- Matenhoeve, in het zuidoostelijke deel van de wijk.
- Matenveld, in het zuidwestelijke deel van de wijk, met een winkelcentrum en het Kanaalpark.
- Matendonk, in het oostelijke deel van de wijk.
- Tot de Maten behoort ook nog het Kuipersveld: een smalle strook tussen de Maten en het Apeldoorns Kanaal waar lichte industrie gevestigd is, onder andere Sparta.

De straatnamen in elke buurt eindigen overeenkomstig de naam van de buurt op "hoek", "horst", "dreef", enzovoort. In de volksmond staan de buurten bekend als respectievelijk 'de Hoeken', 'de Horsten', 'de Dreven', enzovoort.
Voor de straatnamen is gekozen voor oude ambachten en beroepen en voor bekende namen uit historische literatuur (de "gaarden").
Veel straatnamen corresponderen niet met slechts één straat, maar met een deelwijkje bestaande uit een straat met diverse zijstraten/woonerven. De honderdtallen in de huisnummers geven vaak de zijstraat aan.

## Woningen en winkels

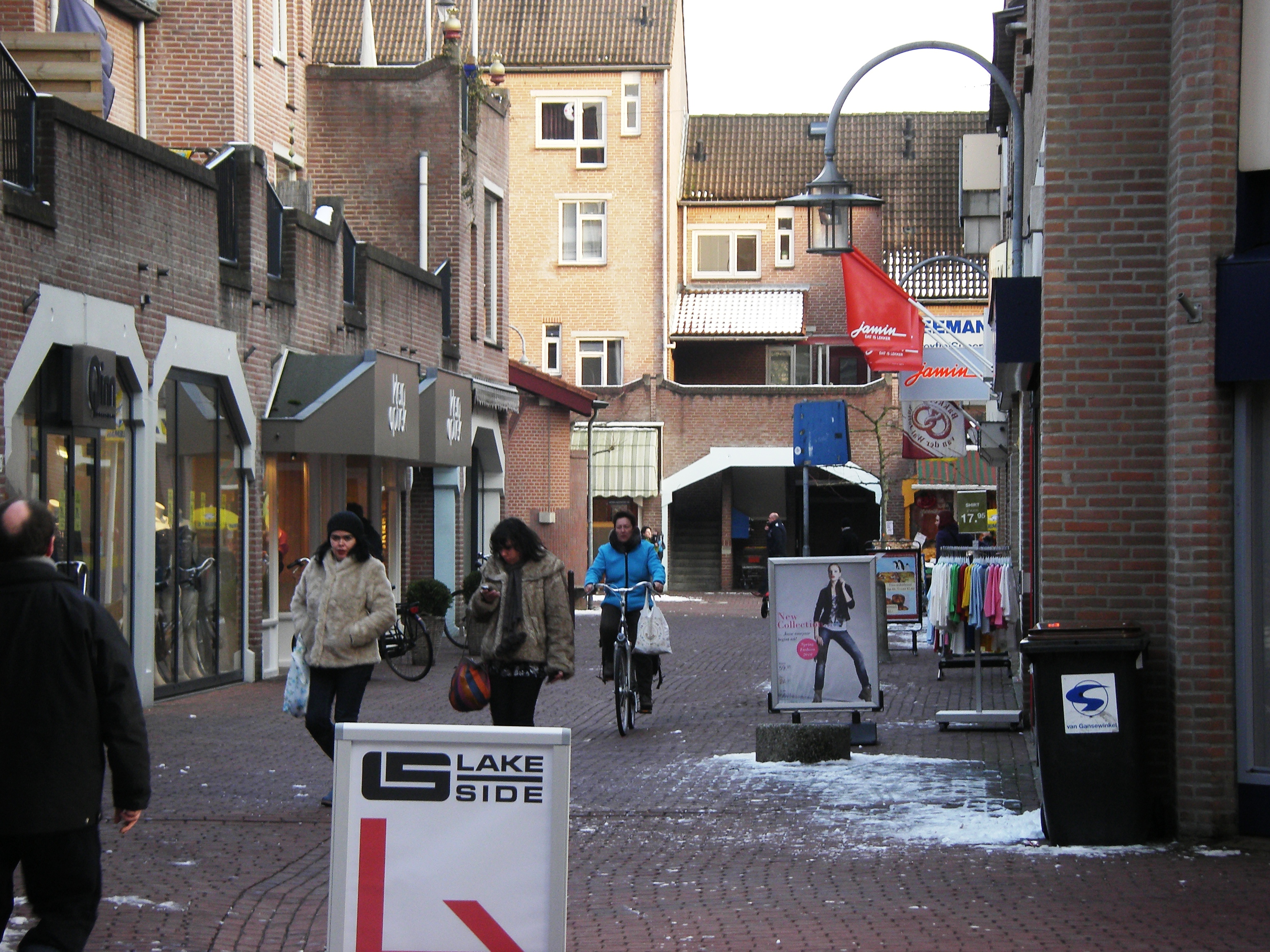
Winkelcentrum De Eglantier, oostkant

Een deel van de woningen wordt verhuurd door de woningbouwverenigingen, maar de wijk bestaat vooral uit koopwoningen. De Maten kan worden gezien als de 'groenste' stadswijk in de gemeente Apeldoorn vanwege het vele groen in de directe omgeving van de woningen. Daarnaast zijn er twee parken: het centraal gelegen Matenpark (30 hectare) en het Kanaalpark (8 hectare), dat is aangelegd op een voormalige vuilnisbelt.
Het centrale winkelcentrum in de wijk heet De Eglantier. Daarnaast zijn er drie buurtwinkelcentra: De Maat in Matendreef, Gildehof in Matenhorst en een winkelcentrum in Matenveld.

## Onderwijs
In De Maten is er een diversiteit aan basisscholen. Voortgezet onderwijs is mogelijk op een tweetal scholen:
- De Heemgaard (mavo, havo, vwo)
- Edison College (vmbo, mavo, HTL-leerroute, havo)

## Sport en ontspanning
In deze wijk zijn diverse vormen van ontspanning te vinden. In het centrum van de wijk, naast winkelcentrum De Eglantier, bevindt zich "De Stolp", een wijkontmoetingscentrum met onder meer een wijkvestiging van de Apeldoornse bibliotheek, een kegelbaan en een café.
In het zuiden van de wijk bevinden zich sportvelden, waar onder andere voetbalvereniging Groen Wit '62 en honk- en softbalvereniging WSB zijn gevestigd. Net ten noorden van de wijk zijn de sportvelden en de hal van sportvereniging WSV gelegen, evenals het Omnisport Apeldoorn. Aan de westkant van de wijk, pal tegen het Kanaalpark aan, liggen de tennisbanen en een tennishal van T.V. De Maten met daarnaast een vestiging van Health City. Elders in de wijk bevindt zich een fitnesscentrum.
In de wijk zijn twee sporthallen gevestigd: een naast de scholengemeenschap De Heemgaard (waar ook een squashhal naast staat) en een naast het Edison College. Deze laatste hal is eigendom van volleybalvereniging Alterno.
Verder bestaat er de mogelijkheid om aan ontspanningsactiviteiten deel te nemen:
- Scouting bij scoutinggroep Hertog van Gelre
- Jeugd- en jongerenactiviteiten in Don Bosco De Maten
- Kaarten, darten, biljarten e.d. in de buurthuizen
- Buurt- en Ontspanningsvereniging de Maten